# Scyliorhinus comoroensis
La lija o pintarroja de las Comoras (Scyliorhinus comoroensis) es una especie de peces de la familia Scyliorhinidae en el orden de los Carcharhiniformes.

## Reproducción
Es ovíparo.

## Hábitat
Es un pez de mar que vive hasta los 400 m de profundidad.

## Distribución geográfica
Se encuentra en las Comoras.